# Eugeen Bastijns
Eugeen Bastijns (Halen, 12 oktober 1911 - Herk-de-Stad, 23 december 1995) was een Belgische politicus voor de lokale partij CVB. Hij was burgemeester van Halen.

## Levensloop
Eugeen Bastijns kwam uit een familie, die actief was in de bouwsector. Samen met zijn broers Louis en Frans richtte hij in 1943 een bouwbedrijf op. In 1948 kocht dit bedrijf de gebouwen van betonfirma Grade aan het station van Halen In 1954 richtten de broers de NV Gebroeders Bastijns op, aanvankelijk een aannemersbedrijf, dat later evolueerde naar een handel in bouwmateriaal, wandtegels en vloertegels en een betoncentrale.
Na het overlijden van Marcel Vanschoenbeek in 1973 werd Eugeen Bastijns begin 1974 burgemeester van Halen. Hij bleef dit ook na de gemeenteraadsverkiezingen van 1976.
Eugeen Bastijns was ook voorzitter van de Koninklijke Harmonie De Koorgalmen.